# Hochaltingen
Hochaltingen (Rieser Schwäbisch Hoolde) é uma vila paroquial e parte do município de Fremdingen, no distrito de Danúbio-Ries (Baviera), na Suábia.

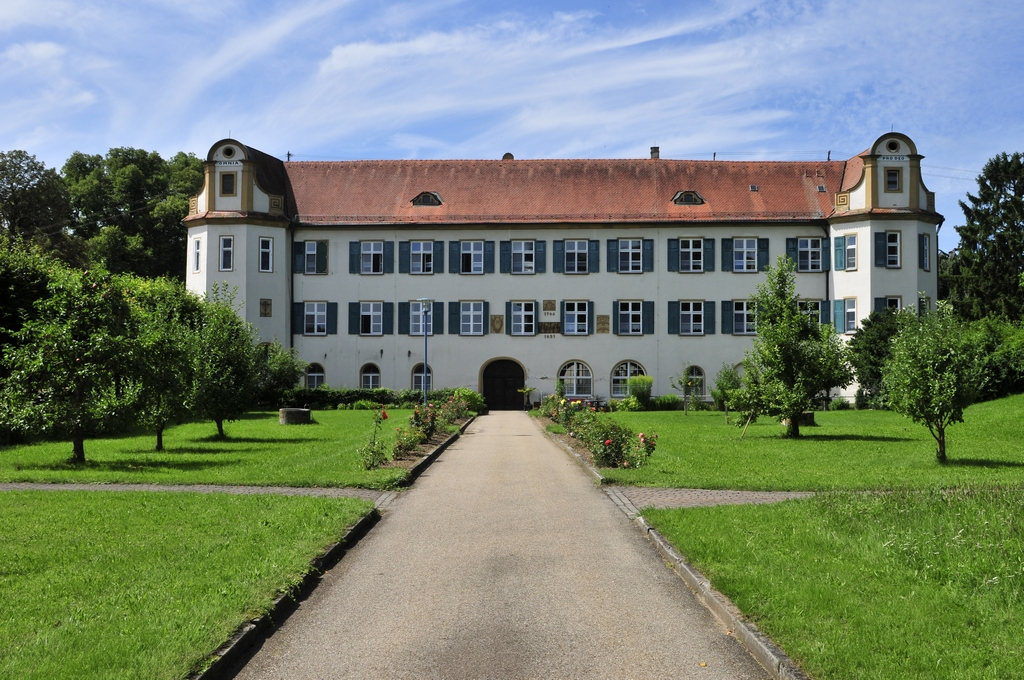
Castelo em Hochaltingen

## História
Uma família nobre local é nomeada dona da vila em 1153, o lugar em si é conhecido como "Haheltingen". A partir de 1238 os nobres de Hürnheim possuíam o lugar, que desde então tem chamado Haheltingen da casa baixa dos Lordes de Hürnheim. A linhagem masculina morreu em 1585 e a herdeira Cordula trouxe a propriedade para os barões de Welden. Em 1764, eles venderam o local para os Condes de Oettingen-Spielberg por um valor de aproximadamente 550.000 florins renanos.
No dia 1 de maio de 1978, o anteriormente independente Hochaltingen foi incorporado à comunidade de Fremdingen.

## Edifícios
A igreja paroquial da Assunção da Virgem Maria e o Castelo de Hochaltingen estão localizados em Hochaltingen.

## Personalidades
- Ludwig Joseph von Welden (* 1727 em Hochaltingen, † 1788 em Freising), Príncipe-Bispo de Freising

## Literatura
- Georg Lill (Hrsg.), Karl Gröber: Die Kunstdenkmäler von Bayern, VII (Schwaben), 1: Bezirksamt Nördlingen. R. Oldenbourg Verlag, München 1938, S. 178–203. (Reimpressão: R. Oldenbourg Verlag, München/Wien 1982, ISBN 3-486-50514-9)
- Karl Bosl (Hrsg.): Handbuch der historischen Stätten Deutschlands. Volume 7: Baviera (edição de bolso de Kröner. volume 277). 3ª edição. Kröner, Stuttgart 1981, ISBN 3-520-27703-4, p. 300.